# Rhododendron nanophyton
Rhododendron nanophyton är en ljungväxtart som beskrevs av Herman Otto Sleumer. Rhododendron nanophyton ingår i släktet rododendron, och familjen ljungväxter. Utöver nominatformen finns också underarten R. n. petrophilum.